# Lysá nad Labem
Lysá nad Labem (niem. Lissa an der Elbe) − miasto w Czechach, w kraju środkowoczeskim. Według danych z 31 grudnia 2003 powierzchnia miasta wynosiła 3 365 ha, a liczba jego mieszkańców 8 194 osób.
W mieście znajduje się stacja kolejowa Lysá nad Labem.

## Demografia
| Rok             | 1970 | 1980 | 1991 | 2001 | 2003 |
| --------------- | ---- | ---- | ---- | ---- | ---- |
| Liczba ludności | 9811 | 9113 | 8450 | 8208 | 8194 |

Źródło: Czeski Urząd Statystyczny